# Cleveland-Lloyd Dinosaur Quarry
Cleveland-Lloyd Dinosaur Quarry (doslova "Cleveland-Lloydský dinosauří lom") je významná paleontologická lokalita na území státu Utah, obsahující velké množství fosilií dinosaurů a některých dalších obratlovců z období svrchní jury (asi před 150 miliony let). Zdejší sedimenty spadají do Morrisonského souvrství a poskytují zkameněliny velkého množství známých druhů dinosaurů, jako jsou teropodi Allosaurus, Ceratosaurus, Torvosaurus nebo Marshosaurus, dále sauropodi Brachiosaurus, Barosaurus a Camarasaurus nebo ptakopánví dinosauři Stegosaurus a Camptosaurus. Z jiných organismů se zde vyskytovaly želvy, početní plži nebo různé druhy rostlin.

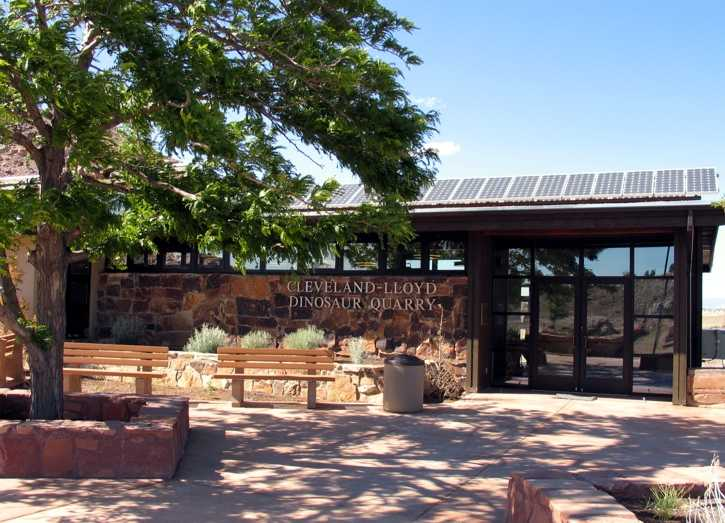
Vstup do návštěvnického střediska Cleveland-Lloyd Dinosaur Quarry

## Historie
Lokalitu objevili pastevci, kteří tudy vodili svá stáda na konci 19. století. Vědecky byla lokalita objevena roku 1927, kdy odtud bylo odvezeno asi 800 fosilních kostí a později v letech 1939 až 1941, kdy bylo shromážděno na 1200 fosilních kostí. Od 60. a 70. let již probíhá výzkum systematicky. Na místě dnes stojí moderní návštěvnické centrum, které bylo roku 2007 renovováno a nově otevřeno. Na konci roku 2018 byla publikována studie s podrobným fotogrammetrickým měřením a mapováním lokality.
Po dobu 80 let byly na této lokalitě zkoumány také mikrofosilie řas parožnatek (Charophyceae).

## Dinosauří záhada
Paleontologové dlouho řešili domnělou záhadu, spočívající v neobvykle vysokém počtu jedinců dravého teropoda alosaura. Celkem zde bylo objeveno přinejmenším 44 jedinců, což představovalo asi 67 % všech odkrytých dinosaurů. Mohlo jít tedy o jakousi přírodní past, která zahubila přednostně velké predátory.